# Oppedal
Oppedal – wieś w zachodniej Norwegii, w okręgu Sogn og Fjordane, w gminie Vågsøy. Wieś leży na środkowo-zachodniej stronie wyspy Vågsøy, na wschodnim brzegu zatoki Torskangerpollen, wzdłuż norweskiej drogi krajowej nr 621. Oppedal znajduje się 4 km na północ od wioski Vågsvåg i około 9 km na północny zachód od centrum administracyjnego gminy – Måløy. Nieopodal leży Torskangerpoll, która jest starą wioską rybacką z uroczymi szałasami.
W pobliżu miejscowości znajduje się latarnia morska Hendanes, która została wybudowana w 1914 roku oraz Kannesteinen - unikalna rzeźba z kamienia, która została ukształtowana przez morze.

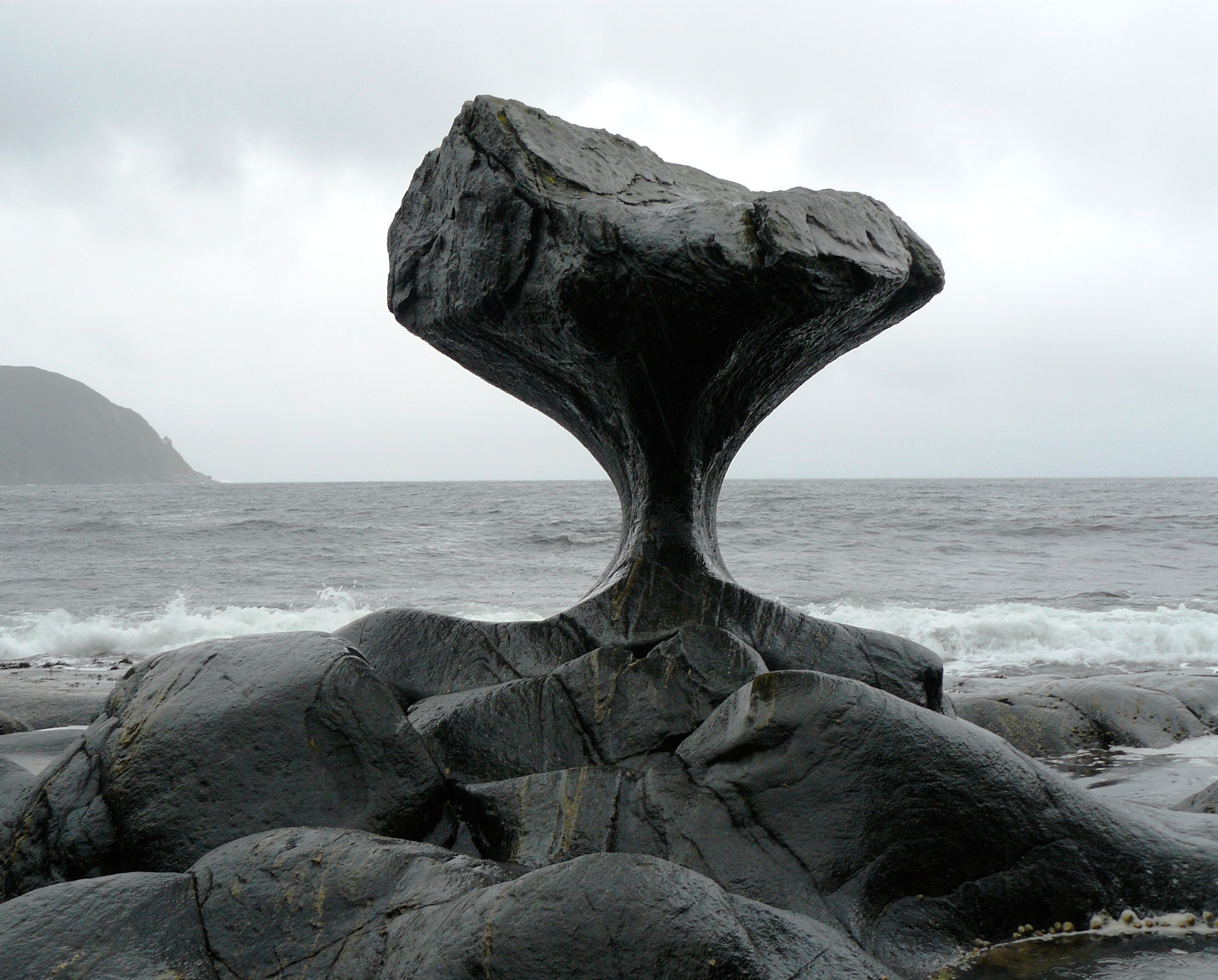
Kannesteinen

W 2001 roku wieś liczyła 311 mieszkańców.